# Juan Manuel Azconzábal
Juan Manuel „Vasco” Azconzábal (ur. 8 września 1974 w Junín) – argentyński piłkarz pochodzenia włoskiego występujący na pozycji środkowego obrońcy, trener piłkarski, od 2025 roku prowadzi Chacarita Juniors.